# 27790 Urashimataro
27790 Urashimataro è un asteroide della fascia principale. Scoperto nel 1993, presenta un'orbita caratterizzata da un semiasse maggiore pari a 3,1729398 UA e da un'eccentricità di 0,0557945, inclinata di 10,26166° rispetto all'eclittica.